# イースI
『イースI』（イースワン、Ys I）は、日本ファルコムのアクションロールプレイングゲーム (ARPG)、〈イースシリーズ〉の第1作目。オリジナルの正式販売タイトルは単に『イース』。リメイク作には正式にタイトルナンバーが入っているものもある。
リメイク作品として、単独の『イースエターナル』 (Ys ETERNAL)、『イースエターナルVE』 (Ys ETERNAL VE)・『イースI 完全版』(Ys I COMPLETE)・『イースI VE』 (Ys I VE)・『イースDS』・『イースIクロニクルズ』 (Ys I Chronicles)の他、『II』と一本にまとめられた『イースI・II』 (Ys I・II)、『イースI・II 完全版』 (Ys I・II COMPLETE)、『イースI・IIエターナルストーリー』 (Ys I・II ETERNAL STORY)、『イースI&IIクロニクルズ』 (Ys I・&II Chronicles)がある。単独の物については下記、『II』とまとめられたものについては『イースI・II』の項を参照。

## 概要
赤毛の剣士アドル・クリスティンが主人公の冒険ファンタジー。嵐に包まれた孤島エステリアを舞台に、『イースの本』を求めるアドル最初の冒険。原典とされるアドルの冒険日誌は『Ancient Ys Vanished Omen』（失われし古代王国 序章）であり、販売タイトルには含まれてはいないがゲームの副題としてタイトル画面にも表記されている。『Ancient Ys Vanished The Final Chapter』（失われし古代王国 最終章）である『II』とは前後編の関係で『I』をクリアしただけでは物語の全容は見えてこない。
「今、RPGは優しさの時代へ。」をキャッチコピーに、PC-8801 (PC-88) 向けをオリジナルとして1987年に発売。その後、パソコン・家庭用ゲーム機を問わず多くのプラットフォームへと移植がなされている。
1998年にはファルコム自らリメイクを行なった『イースエターナル』を発売（詳細は#イースエターナル・イースI完全版を参照）。以降の移植作品はこの『イースエターナル』をベースとして行なわれている。
メディアミックスも盛んに行われ、OVA化、小説化、漫画化などもなされている。

## ストーリー
冒険心旺盛な赤髪の少年、アドル・クリスティンはプロマロックの港町で奇妙な噂を耳にする。それは港から見えるエステリアの島が呪われていて、近づく船を必ず嵐が襲うというものだった。冒険心を抑えることの出来なかったアドルは周りの人々の制止も聞かずに単身エステリアに乗り込もうとするが、やはり嵐に巻き込まれてしまう……。そして気がついた彼はエステリアの小さな病院で目覚め、医師からこの国に起きている異変を知り、エステリアを救おうと冒険の旅に出かけることにした……。

## ゲームシステム
トップビューのアクションRPG。RPGの基本ともいえる「敵を倒し主人公を育て上げていく」システムを採用してはいるが、かなり厳しくレベル制限がされている他、ストーリー中盤には最高Lvに到達し、さらに武器の購入も不可能になるため、Lvを上げて力でごり押ししてストーリーを進めるということはできない。よって、ゲーム後半に関してはARPGというよりもアクションゲームと言った方が実情に近い。基本操作は四方への移動とアイテムの使用のみで、人との会話、何かを調べる、そして敵との戦闘もすべて移動による体当たりで行われる。その他の操作としてはSTATUS画面表示、INVENTORY画面表示、イースの本を読むのにそれぞれボタンがあてがわれている。

### 画面構成
画面下部には、現在のHP/最大HP、取得経験値/次のLvアップ経験値、ゴールドが数値で表されているほか、プレーヤーと敵のHPが棒グラフで表示され（現在の残りHPが黄色、ダメージを受けた分のHPが赤）視覚的に戦闘状況がわかるようになっている。ただしこれらの表示が画面の下1/5ほどを占拠しているほか、プレイ画面が飾り枠（意匠枠）で囲まれているため、画面に表示されるプレイエリアは非常に狭い。サブ画面としてアイテム画面とステータス画面を呼び出すことができ、表示中はポーズがかかる。

### 攻撃
攻撃に対する特定のアクションは存在せず、移動により敵に体当たりすることが攻撃となる。ただし敵の攻撃も基本的には同じく体当たりであり、よほどのステータス差がない限り正面からぶつかっていったのではこちらもダメージを受けてしまう。敵からのダメージを受けずに攻撃する方法としては後ろや横からの攻撃の他、キャラクターを半分ずらした状態で体当たりする「半キャラずらし」と呼ばれる方法がある。DS版では操作タイプによっては体当たりでダメージを与える事ができない。

### 回復
フィールド上およびダンジョン内での特定のマップで立ち止まっていると徐々にHPが回復する。ダンジョン内でも「HEAL RING」を装備することによりフィールド上と同じく立ち止まることで回復が可能となる。ただしボス戦中は回復できない。またアイテム「HEAL POTION」を使うことにより瞬時に全回復ができるが、こちらもボス戦中は使えない。病院でゴールドを払い瞬時に回復してもらうこともできる。

### ステータス
メイン画面下部で主なものが表示されるほか、STATUS画面で詳しい情報を見ることができる。STATUS画面で表示される情報は以下の通りである。
- LEVEL：レベル。最高値は10。レベルがあがると最大HP、STR、DEFの値が上昇する。
- HP：ヒットポイント。最高値は255。0になるとゲームオーバー。
- STR：攻撃力。最高値は255。レベルアップの他、剣の装備によって上昇。
- DEF：防御力。最高値は255。レベルアップの他、盾・鎧の装備によって上昇。
- EXP：経験値。敵を倒すか、イベントをクリアすると取得。一定値に達するとレベルが上昇。最高EXPは65535
- GOLD：金。敵を倒すと取得。武器などの購入に使用。
- SWORD、SHIELD、ARMOR、ITEM、RING：それぞれ現在装備している物の名前が表示される。

### アイテム
所持アイテムはすべてINVENTORY画面上でアイコンによって示される。大きく装備品とその他のアイテムの2種類に分類されており、装備品はさらに5つのカテゴリに分けられている。画面左側に装備品、右側にその他のアイテムが表示される。装備品の変更もこの画面上で行う。その他のアイテムはアイコンが表示されるだけで、カーソルを合わせることができず名前の確認もできない。

#### 装備品
装備しないと効果が現れない、もしくは使用できないもの。SWORD、SHIELD、ARMOR、ITEM、RINGがあり、各カテゴリにつき一つずつ装備できる。
SWORD
剣。装備するとSTRが上がる。
- SHORT SWORD
- LONG SWORD
- TALWARL
- SILVER SWORD
- FLAME SWORD

SHIELD
盾。装備するとDEFが上がる。
- SMALL SHEILD
- MIDDLE SHIELD
- LARGE SHIELD
- SILVER SHIELD
- BATTLE SHILED

ARMOR
鎧。装備するとDEFが上がる。
- CHAIN MAIL
- PLATE MAIL
- REFLEX
- SILVER ARMOR
- BATTLE ARMOR

ITEM
消費アイテムや、装備すると効果が現れるアイテムなど。使用にボタンが一つ割り当てられている。ボス戦中は使えない。
- HEAL POTION - 使用するとHPが全回復する。使い捨て。
- WING - 使用すると街にワープできる。使い捨て。
- MIRROR - 使用するとモンスターが一定時間動かなくなる。使い捨て。
- MASK OF EYES - 装備すると見えない仕掛けが見えるようになる。但しモンスターが見えなくなる。
- BLUE-KNECKLESS - 装備すると一部の仕掛けの影響を受けなくなる。
- HAMMER - 使用すると特定の仕掛けを破壊できる。

RING
指輪。装備すると種類に応じた特殊効果が得られる。ボス戦中は効果がない。
- POWER RING - 攻撃力が2倍になる。
- RING MAIL - 防御力が2倍になる。
- TIMER RING - 敵の移動速度が半分になる。
- HEAL RING - ダンジョン内でもフィールド上と同じようにHP回復が可能になる。
- EVIL RING - 装備すると即死する。

#### その他
ストーリー進行に不可欠な重要アイテムなど。プレイヤーの意思で使う事はなく、基本的には持っているだけで効果がある（または売却専用で何の効果もない）。ただし「イースの本」は、「読む」動作に専用ボタンが割り振られている。
- イースの本 - 古代王国イースの神官が著した本。全6冊。古代文字で記されているため、「眼鏡」を入手するまでアドルには読むことができず、読める人のところへ行かなければならない。PCエンジン版では眼鏡入手前でも「○○の章」のようにタイトルだけは確認できるが、Windows版では「赤い表紙の本」などと表示される。
- 神殿の鍵 - 神殿第1層の奥の扉を開けられるようになる。
- 宝箱の鍵 - 鍵のかかった宝箱を開けられるようになる。
- 銀の鈴 - ゼピック村の村長の家から盗まれたもの。捜索を依頼される。
- 銀のハーモニカ - ミネアの町の吟遊詩人・レアが失くしたもの。オリジナル版では必須イベントではないが、PCエンジン版・Windows版では必ず入手・返還しなければならない。
- ロッド - ダームの塔で鏡を使ったワープが可能になる。
- 眼鏡 - イースの本を読めるようになる。
- BLUE-AMULET - ゼピック村の若者ルタの家に伝わるお守り。
- 金の台座 - 草原の湖に沈んでいる。イースの前年に発売されたAVG「太陽の神殿 アステカII」にも登場しており、同作では湖でこれを洗っていると落としてしまうというトラップがあった。そのためか、取引所の店員は「これは私が落とした物だ」と言っている。
- サファイアの指輪 - 酒場の客ドニスが妻に渡そうとしていたもの。取引所で売られている商品。
- etc.

### セーブ
ボス戦中以外であればフィールド、ダンジョンを問わずどこでもセーブすることができる。

## 登場人物

### 主な登場人物
アドル・クリスティン
シリーズの主人公。燃えるような赤毛を持つ冒険者。17歳。
フィーナ
神殿に捕らえられていたところをアドルに助けられた、記憶喪失の女性。
レア
自分のハーモニカを無くして困っている詩人。開発時、初期のデモでは「コルベリアス」という名だった。
サラ
占い師。アドルにイースの本を探すことを依頼する。
ジェバ
ゼピック村に住む老婆で、サラの叔母。身寄りのないフィーナを引き取る。
ルタ
夢遊病に悩む若者。
ゴーバン
ダームの塔の入り口を根城にする盗賊団の頭。皆から恐れられているが、思わぬ知識の持ち主。
ドギ
ゴーバンの子分。壁を壊すほどの怪力の持ち主で、ダームの塔でトラップに引っかかる度に壁をぶち破って助けてくれる。ただし二度目以降は「壁を壊すのも楽じゃないんだから」と怒られる。
ラーバ
イース古代文明の謎を追う考古学者。

### エターナルより登場する人物
設定上は初期から存在したがマニュアル上のストーリーに記載されているのみであり、ゲームでは登場しない。エターナルでの変更（後述）に伴いゲーム中にも登場するようになった。
ブルドー
バルバドの村に住む医者。気を失っていたアドルを介抱してくれた。
スラフ
ブルドーの息子。気を失い浜辺に倒れていたアドルを見つけ村まで運んでくれた。自警団を組織している。

## その他
- アニメーション映画『君の名は。』で、瀧と三葉が走りながら名前を呼び合うシーンの円い外輪山は、エステリアに存在する外輪山「バギュ＝バデット」をモチーフにしていると新海誠が述べている[1]。

## 開発スタッフ
オリジナルの主な開発スタッフ
- ゲームデザイン：橋本昌哉
- プログラミング：橋本昌哉
- シナリオ：宮崎友好
- グラフィックデザイン：山根ともお
- モンスターデザイン:古代彩乃
- ミュージックコンポーズ：古代祐三・石川三恵子
- マップデザイン：桶谷正剛・倉田佳彦
- プロデュース：加藤正幸

## 機種・パッケージによる違い
グラフィック・BGMといった演出部分はそれぞれの機種の性能に合わせた変更が見られるが、ストーリー、システム等は忠実に移植しているものがほとんどである。グラフィック・BGM以外に特筆すべき変更点のあるものだけを挙げる。

### パソコン
PC-8801mkIISR以降版
全てのオリジナル。FD(2D)が2枚組。2枚目をYとSを押しながら起動すると、このゲームのために作曲されたものの採用されなかったボツ曲集を聞くことができる。これはProjectEGGから発売されているWindows用エミュレート版「イース大全集」でも有効。
初期ロットの一部に、「宝箱の鍵」が入っている箱が最初から開いており鍵が手に入らない、というバグが存在しており、Aディスクの交換サービスが行われた。
PC-9801F/M/U2以降版
PC-88版と基本的に一緒。サウンドボード未搭載でもBEEP音で疑似二重和音のBGMが鳴る。BEEP版のBGMは全2曲で、シーンに関係なく前半パートは「FIRST STEP TOWARDS WARS」が、ダームの塔以降の後半パートはオリジナルの曲（BEEP専用曲）がエンドレスで流れ続ける。
PC-88版にあるボツ曲集は無いが、イースII PC-9801版の裏技にボツ曲集が入っている。
X1版
基本的にはPC-88版をベースとしているが、BGMは「FM音源に勝るとも劣らない音作りをした」というPSG音源3声で制作されており、一部はFM音源版と異なるPSG専用曲を採用している。
FM-7/77版
基本的にPC-88版をベースとしている。BGMはX1版と同じくPSG音源3声で制作されているが曲のテンポが速くなっている。
FM77AV版
基本的にはPC-88版をベースとしている。しかし、ラストボス（ダルク＝ファクト）との戦闘時に流れるBGM「Final battle」は、他機種では14小節の前奏だけが演奏されるが、FM77AV版は唯一最後まで30小節が演奏される。このため、FM77AV版が完全版とも言われている。このBGMはWindows版イースエターナルの初回特典音楽CDに収録されている。
エンディングは、テキストやBGMこそPC-88版と同じだが、グラフィックがFM77AVの4096色モードを活用した全く別のものになっている。このエンディンググラフィックはMSX2版のエンディングにも使用されている。
MSX2版
画面は256×212ドットの低解像度だが、タイトル画面がMSX2の256色モードで描画され、ゲーム本編も色数がデジタル8色からアナログ16色に増えている。ショップなどのイベント画面も、BGパーツの組み合わせで描画していたものが古代彩乃によって描き起こされた一枚絵のグラフィックに変更されている（以降の移植版は全てMSX2版のイベント画面を基に製作されている）。音楽はPSG3音。ディスクを読むと音楽が止まるハード性質上、ステータス画面や装備・アイテム画面を開くたびにBGMが停止する。描画処理が最適化されていないため全体的に描画が重く、特に重ね合わせが多くなる森林のエリア等でスクロール速度が顕著に遅くなる。また割り込み周期にばらつきが生じBGMのテンポずれが発生する。
MSX2 HB-F1XD版
ソニーのMSX2マシンHB-F1XD購入者に抽選でプレゼントされた物。内容はMSX2版と同一だが、起動時にMSX本体のベンダーコードがチェックされ、ソニー以外だと "SONY ONLY!!" と表示されて起動しない。
X68000版
電波新聞社・マイコンソフトが開発。マップが一部変更されている他、従来機種ではすべてひらがな・カタカナであったメッセージに漢字が使用されている。ショップなどのイベント画面は実写風で、他機種とは趣を異にする。
上記とは別に、イースIとIIをセットでPC-88版からX68000へ忠実に移植したものが、2021年3月9日に発売された。
Windows版
下記参照。

#### 海賊版
オリジナルなどをユーザーが非公式に移植した海賊版が存在。特にPC-98版から移植されたX68000版（通称「True-Ys」）が有名。

### 家庭用ゲーム機

#### オリジナルベース
ファミリーコンピュータ版
シナリオ、マップと様々なアレンジが加えられている。物語の中核部分にまで変更が加わっているため「異色のイース」などと揶揄される事も有る。PC版では最終のボスにダメージを与える度に床に穴が開き、足場がなくなっていくが、ファミコン版は穴が開かない代わりに炎のようなものが置かれる。
セガ・マークIII（SG-1000III） / マスターシステム（SG-1000IV）版
ダンジョン内のマップが変更されている以外は、概ねパソコン版と同一の内容。発生する敵キャラクター数が少ないため、経験値稼ぎの効率が悪くなっている。FM音源に対応（海外版は未対応）。
PCエンジン版
タイトルは『イースI・II』であり、『II』と一本にまとめられている。『II』との合併によるゲームバランスの変更。会話グラフィックの採用。キャラクターがしゃべる演出など。ストーリーも一部変更が加えられている。詳しくは『イースI・II』を参照。
セガサターン版
『ファルコムクラシックス』に「ドラゴンスレイヤー」「ザナドゥ」と共に収録。「オリジナルモード」と「サターンモード」とがあり、「サターンモード」では斜め移動とダッシュが可能となっている他、メッセージの変更、会話グラフィックの採用などの変更が見られる。
Nintendo Switch版
タイトルは『EGGコンソール イース PC-8801mkIISR』であり、PC-8801mkIISR版の移植。2024年2月15日にダウンロード版が配信開始された。また、同年11月14日には『EGGコンソール イース MSX2』のタイトルでMSX2版が配信された。

#### Win版ベース
以下の作品はWin版『イースI完全版』をベースに移植されている。
PlayStation 2版
タイトルは『イースI・IIエターナルストーリー』であり、『II』と一本にまとめられている。「Ys I ETERNAL」モードと「Ys ETERNAL STORY」モードがあり「Ys I ETERNALモード」はWinからのベタ移植。「Ys ETERNAL STORYモード」では装備品に対する新システムが追加されている。詳しくは『イースI・II#イースI・IIエターナルストーリー』を参照。
なお、イースI・IIオリジナルボトルキャップ4体（アドル、フィーナ、レア、リリア）とイースI・IIオリジナルジオラマベース（ボトルキャップホルダー）1体がセットになった特別限定版も9,800円で発売された。
ニンテンドーDS版
タイトルは『イースDS』。Win版をベースとしているが、「体当たり攻撃」を廃止して「剣を振る」操作が追加されている。またマップを3D化しており、「バギュ＝バデット」という新マップが追加されている。DSの機能を利用したタッチペンでの操作や、ワイヤレス通信機能を使った最大4人までの通信対戦を行うことが可能となった。2008年4月18日に、『II』をセットにして「イースDS / イースII DS SPECIAL BOX」がセブンドリーム・ドットコム限定で発売された。全28曲を収録したオリジナル・サウンドトラックCDをセットにしている。
PSP版
タイトルは『イースI&IIクロニクルズ』であり、『II』と一本にまとめられている。Winからのベタ移植。キャラクターグラフィックをWin版と新規描き下ろしとから選択可能。またBGMが3モードから切替可能となっている。詳しくは『イースI・II#イースI&IIクロニクルズ』を参照。

## イースエターナル・イースI完全版
『イースエターナル』、『イースエターナルVE (EVE)』、『イースI完全版 (IC)』、『イースI VE (IVE)』はWindows向けにファルコム自身によってアレンジ・リメイクされた同じリメイク作品のバージョン違いである。『イースI完全版』として携帯アプリへ、『イースIクロニクルズ』としてスマートデバイスアプリへの移植もされている。
イースエターナル
1998年に発売。ハード性能の向上にあわせ、グラフィック、音楽といった演出部分は非常に豪華に作り直されているものの、システムやストーリーといったゲームそのものはオリジナルを非常に大事にしており、ストーリーの幅を広げる追加要素は多いが、変更は極力避けられている。
イースエターナルVE
『イースエターナル』にVERY EASYモードを追加した物で、コンビニエンスストア専用としてデジキューブより発売。
イースI・II 完全版
『イースエターナル』と『イースIIエターナル』のカップリング商品。『イースエターナル』についてはグラフィックとBGMを『イースIIエターナル』に合わせてバージョンアップがなされている。評価等は『イースI・II#イースI・II完全版』の項を参照。また、『イースエターナル』からの変更点の詳細は下記参照。PS2用に販売された『イースI・IIエターナルストーリー』はこの『イースI・II完全版』を移植した物。
イースI 完全版
カップリングで販売されていた『I・IIC』をバラにしたもので、内容は同一。当初発売された物は対応機種がWindows 95/98/2000/Meで、2002年にはXPに対応した物が販売。2003年には『イースI 完全版XP』とタイトルを変更して販売された。
イースI VE
『EVE』の廉価版。XPにも対応。メディアカイトのGREATシリーズより販売。

### オリジナルからエターナルへの変更点
演出の変更
ハード性能の向上に合わせ、グラフィックの質が向上。また主要キャラクターとの会話時など随所にグラフィックを利用した演出が追加されている。
音楽はアレンジを加えられた通常版の他、PC88版オリジナルのPSG/FM音源の物を選択する事もできる。ダームの塔の一部でオリジナル版の未使用曲が使用されているほか、ゲームオーバー時のBGMは『II』以降のものとなっている。
八方向移動とダッシュ
移動方向が四方から八方に変更。またダッシュも可能になった。四方から八方への変更は、斜め移動に関していえばスピードが二倍になる事を意味し、さらにダッシュが加わった事により、その移動スピードの差はさらに大きくなっている。アクションが移動のみのシンプルなゲームであるため、この変更はゲームバランスをはじめとして本来非常に大きな意味を持つ。しかし、斜め移動とダッシュがあった上でオリジナルと同じであるように全体のバランスが調整されており、原作に非常に近い仕上がりになっている。ただし、ダッシュがある事が前提となったため、操作状況等によりダッシュを上手に活用できないと難易度が上がる事となる。
バルバドの港町の追加
ゲームのスタート地点が、従来ではマニュアル内でのみ触れられていた「バルバドの港町」へと変更。これに伴い、バルバドの港町からミネアの街までのマップ、バルバドの港町に関わるストーリーが追加された。
マップの変更
ダンジョンマップはほぼ従来通りであるが、村および草原などのフィールドのマップはかなり変更が加えられている。なおダンジョン内のアイテムの場所もほぼ原作通りだが、一部変更されたものも有る。
アイテムの追加
サブイベントに関わるアイテムと、敵のステータスが見られるようになるアイテムの2点が追加されている。その他のアイテムはオリジナルのままであるが、ごく一部入手方法が変更されたアイテムも存在する。
難易度の選択
NORMALとEASYの2種類から難易度が選べるようになった。ただし初回限定版の出荷時は未対応であり、プログラムのダウンロードによって対応。
『VE』ではさらに簡単なVERY EASYが追加されている。
ストーリーの補完
アドルがダームの塔へ行く時、オリジナルだと一方通行の戻れない塔へ特に対策もせず向かうがリメイクでは時間を決めて扉の向こうから扉を開けてもらう約束をする。焦りの演出として塔の上部に行くと夜になり、音楽が緊迫感のあるものに変わる（実際には制限時間はない）。

#### エターナルから完全版への変更点
脚本
街や村の人物全てに名前がついた。また、ストーリーの展開は『イースエターナル』と変わらないが、登場人物の台詞の多くが書き改められている。
グラフィック・BGM
『イースIIエターナル』の仕様に合わせる形で変更。BGMは『イースIIエターナル』同様のFM音源風にリアレンジされている。また、『イースエターナル』はCD EXTRAで、音楽用のセッションの部分をBGMとして使えたが『IC』からはCD EXTRAを廃してWAVEのBGMにした。
ムービーの追加
OPデモ、レアとのイベントにムービーが追加された。
タイムアタックモードの追加
本編のボスキャラ戦だけを連続して行い、そのクリア時間を競うタイムアタックモードが追加された。ただし、本編を一度クリアしていないと遊ぶ事はできない。
難易度の選択
EASY・NORMAL・HARD・NIGHTMAREの4種類から選ぶ事ができる。
流血表現
魔物を倒すと肉塊が飛び散るなどのリアルな描写が見られる。設定でなしにできる。この表現のためか、完全版の移植であるクロニクルズはCERO：B（12才以上対象）となっている。

## 携帯アプリ
『I』は様々な形で携帯にも移植がなされている。以下発売会社毎の作品を列べる。

### フィーチャーフォン
サイバード
- イース -クロニクル-：イースIのボス戦のみをタイムアタックで行う。iアプリのみ。月額制の「ゲームの殿堂」内の一コンテンツ。

ハドソン
- イース：iアプリのみ。月額制の「着信☆あぷり♪」内の一コンテンツ。

ボーステック
- イース：S!アプリのみ。月額制の「RPG好き！」内の一コンテンツ。

タイトー
携帯向けにイースの総合サイトを運営。
- イースI完全版：イースI完全版の携帯移植。i、EZ、Vに対応。
- 新イースI -3D-：マップを3D化したリメイク作品。iアプリのみ。
- 新イースI -3D-外伝：『新イースI -3D-』のシステムの元、その時のドギを主人公としたアナザーストーリー。ファルコム監修。iアプリのみ。

この他、iモード向けに小説、待ち受け画面なども用意されている。
イースI完全版の基本的な内容はWindows版に準ずるが、若干の違いがある。
- 難易度設定はない。
- 一部のイベントが削られている。
- 一部のアイテムが削除されている。
- 一部のマップが削除されている。
- 街がマップではなくなり、メニューとなっている（「買い物をする」「○○と話す」といったような選択肢）。それに伴い街でのイベントは会話、状況説明の文のみとなる。

### スマートフォン
DotEmu
- イースIクロニクルズ:iOS・Androidに対応。Winからのベタ移植。キャラクターグラフィックをWin版と新規描き下ろしとから選択可能。またBGMがPC-88版・Win版・新アレンジの3タイプから切替可能となっている。

## 評価
発表当時のコンピュータRPG (RPG) が難しさを競っていた時代において、「今、RPGは優しさの時代へ。」をキャッチコピーとし、誰でもクリアできること（クリアする楽しみ）を売りとし発表された。さらにクリアできることを売りとしながらも「優しいけれども易しくはない」と評される簡単には分からないが少し考えればわかる絶妙なゲームバランスを提示し、ゲームの楽しみが難しさだけではないこと、またゲームバランスという概念の重要さを知らしめ、その後のゲーム（特にRPG）に一つの大きな転機を与えたとして高く評価されている。
SMS版はComputer and Video Gamesのレビューでは92.%のスコアを与え、同ハード上で最高のグラフィックを備えて「深みとプレイアビリティを提供する」「数週間も夢中になってしまう」と述べた。
The Games Machineはゼルダの伝説と比較して「多くの点でキャラの詳細とオールラウンドなプレゼンテーションにより視覚的に優れたゲーム」と述べ、本作は「トップランクRPGの1つ」と結論付けた。Computer Gaming WorldのScorpiaは1993年にPC版イースを「解くべきいくつかのパズルがあり、かなりシンプルなエントリー...。主に日本人がPCのRPGで何をしているのかを見るに興味深い」と呼んだ。
SMS版はファミコン通信クロスレビューでは7、8、8、8の31点。レビュアーは相変わらずの意地悪さの謎、マップは複雑、ボスはかなり強いがそれがイースの持ち味で、やりがいがある、移植度は高い、FC版よりグラフィックやサウンドがリアルでいい、セーブやロードがすぐにできるのもいい、アクションRPGやイースを遊んだことのない人には勧められるとした。FC版は30/40点。

## メディアミックス作品
OVA、CD等の音楽メディア、小説、テーブルトークRPG、ゲームブック、漫画と、シリーズ内でも特に広くメディアミックスが行われている。物語の連続性から『II』とまとめられている物も多い。

### OVA
『イース』のタイトルで1989年（平成元年）から1991年（平成3年）にかけて、キングレコード・ファルコムレーベルからVHS・LDで全7巻が発売。

### 音楽メディア
YsIを主に扱っているもの。注のない物はCDのみ。
※¹LPレコード有 ※²カセットテープ(CT)有 ※³CTのみ（CD無）
- キングレコード
  - MUSIC FROM Ys ※¹※²
  - MUSIC FROM Ys RENEWAL
  - 交響曲イース ※¹※²
  - 交響曲イース'95 フィーナ〜草原〜 そして旅立ちの朝
  - PERFECT COLLECTION Ys
  - Ys Piano Collection
  - PLUS MIX VERSION FROM Ys,YsII,SOCERIAN & STAR TRADER ※²
  - Ys DRAMATIC CONCERT
  - PROVINCIALISM Ys
- アポロン音楽工業
  - ORIGINAL SOUND OF XANADU VS Ys ※³
- アルファレコード
  - FALCOM GAME MUSIC ※¹
- ファルコム
  - PERFECT COLLECTION Ys I,II 〜米光亮全曲集
  - PERFECT COLLECTION Ys I,II I〜スーパーアレンジ全曲集
  - ORIGINAL SOUND TRACK イース&イースIIエターナル
  - 「イース&イースII、朱紅い雫」未発表曲集
  - Ys Piano Collection
  - 交響曲「イース」

### 小説
『I』を題材とした小説が2作書かれている。ただし『イース 失われた王国』は『II』の内容も多少含み、なおかつゲームとはかなり異なり、オリジナル要素が強い。
- イース 失われた王国 - 飛火野耀 著 / 挿絵 藤原カムイ（角川文庫※角川スニーカー文庫創刊前）
- イースI 天界へそびえし魔塔 - 大場惑 著 / イラスト 池上明子（ログアウト冒険文庫）

### テーブルトークRPG
ログアウト冒険文庫版は『II』の内容も含む。
- イースTRPG - 竹内誠 / 監修 鈴吹太郎と怪兵隊
- 関根博士 著 / イラスト 田中としひさ・金澤尚子・池上明子（ログアウト冒険文庫）
  - イースTRPGリプレイ 真・の〜てんき伝説
  - イースTRPGリプレイ 真・お気楽伝説

### ゲームブック
イース〜戦慄の魔塔〜（双葉文庫ゲームブック）
高校生のヒロユキがひょんなことからアドルの体に乗り移ってしまうという点が大きく異なるが、それ以外は大体ゲーム版と同じようなストーリーの進み方になっている。

### コミック
『II』の内容も含み、かなりオリジナリティーが高い。
- イース - 羽衣翔（『コミックコンプ』連載、1 - 4巻 : 角川書店 / 5 - 7巻 : メディアワークス）

### オリジナルCDドラマ「イースI/女神の記憶」
『ファルコムクラシックス』初回特典版に同梱されている。このゲームだけのオリジナルストーリーになっている。
キャスト
- アドル（声 - 森久保祥太郎）
- フィーナ（声 - 飯塚雅弓）
- レア（声 - 中川亜紀子）
- サラ（声 - 勝生真沙子）
- ジェバ（声 - 谷育子）
- ドギ（声 - 石井康嗣）
- ルタ（声 - 岩永哲哉）
- サラの友人（声 - くればやしたくみ）
- ダルク（声 - 家中宏）
- ロダ（声 - 新山志保）